# Eligmoderma ibidionoides
Eligmoderma ibidionoides är en skalbaggsart som beskrevs av Thomson 1864. Eligmoderma ibidionoides ingår i släktet Eligmoderma och familjen långhorningar. Inga underarter finns listade i Catalogue of Life.